# 齐增十一
狐狸座8，又名BD+24 3761，HD 183491、SAO 87267、HR 7406，是狐狸座的一颗恒星，视星等为5.81，位于銀經59.11，銀緯3.4，其B1900.0坐标为赤經19h 24m 46.6s，赤緯+24° 3.4′ 44″。